# Schenefeld (Kreis Pinneberg)
Schenefeld (pronunciación en alemán: /ˈʃeːnəˌfɛlt/ⓘ) es un municipio situado en el distrito de Pinneberg, en el estado federado de Schleswig-Holstein (Alemania), con una población a finales de 2016 de unos 19 168 habitantes.
Se encuentra ubicado al sur del estado, cerca de la ciudad de Hamburgo y de la orilla derecha del río Elba que lo separa del estado de Baja Sajonia.